# Helioprosopa aurifodina
Helioprosopa aurifodina là một loài ruồi trong họ Tachinidae.